# Robert Lindstedt
Robert Lindstedt (Sundbyberg, 19 de Março de 1977) é um tenista profissional sueco. É especializado em duplas, onde possui 18 títulos e já alcançou a posição de número 3 no ranking. Seu maior resultado é a conquista do Australian Open em 2014 ao lado do polonês Lukasz Kubot.

## Grand Slam finais

### Duplas: 4 (1–3)
| Posição | Ano  | Campeonato      | Piso  | Parceiro     | Oponentes                        | Placar                            |
| ------- | ---- | --------------- | ----- | ------------ | -------------------------------- | --------------------------------- |
| Vice    | 2010 | Wimbledon       | Grama | Horia Tecău  | Jürgen Melzer Philipp Petzschner | 1–6, 5–7, 5–7                     |
| Vice    | 2011 | Wimbledon       | Grama | Horia Tecău  | Bob Bryan Mike Bryan             | 3–6, 4–6, 6–7(2–7)                |
| Vice    | 2012 | Wimbledon       | Grama | Horia Tecău  | Jonathan Marray Frederik Nielsen | 6–4, 4–6, 6–7(5–7), 7–6(7–5), 3–6 |
| Campeão | 2014 | Australian Open | Duro  | Łukasz Kubot | Eric Butorac Raven Klaasen       | 6–3, 6–3                          |

## Masters 1000 finais

### Duplas: 2 (1–1)
| Posição | Ano  | Campeonato | Piso          | Parceiro    | Oponentes                            | Placar   |
| ------- | ---- | ---------- | ------------- | ----------- | ------------------------------------ | -------- |
| Vice    | 2012 | Madrid     | Saibro (azul) | Horia Tecău | Mariusz Fyrstenberg Marcin Matkowski | 3–6, 4–6 |
| Campeão | 2012 | Cincinnati | Duro          | Horia Tecău | Mahesh Bhupathi Rohan Bopanna        | 6–4, 6–4 |

## Ligações Externas
- Perfil na ATP